# Experiments sobre la hibridació de les plantes

Experiments sobre la hibridació de les plantes (en alemany: Versuche über Pflanzen-Hybriden) és un informe científic escrit l'any 1865 per Gregor Mendel, un frare agustí que és considerat el fundador de la moderna ciència genètica. Aquest informe va ser el resultat de diversos anys d'estudi de les característiques genètiques de la pesolera. Mendel va llegir el seu escrit a la Societat d'Història Natural de Brünn. L'any següent va ser publicat a Verhandlungen des naturforschenden Vereins Brünn.
Mitjançant l'experimentació, Mendel va descobrir que un tret heretable podria ser invariablement dominant a la seva alternativa recessiva. En el seu informe, Mendel va deixar establert el model genètic posteriorment conegut com a Herència Mendeliana o genètica Mendeliana. Aquest model proporcionava una alternativa a l'herència sangínia, la qual era la teoria prevalent en aquella època. El treball de Mendel va rebre poca atenció entre la comunitat científica i va ser oblidat durant molts anys. No va ser fins a principi del segle XX quan es van redescobrir les idees de Mendel i utilitzades per a formar la síntesi moderna.
En el seu informe, Mendel comparava els set següents caràcters discrets:
| Característiques                  | Trets que contrasten   | Trets de la descendència |
| --------------------------------- | ---------------------- | ------------------------ |
| Color de la flor                  | Violeta i Blanca       | Violeta                  |
| Posició de la flor                | Axial i Terminal       | Axial                    |
| Alçada de la planta               | Alta i Nana            | Alta                     |
| Textura de la llavor              | Arrodonida i Rebregada | Arrodonida               |
| Color de la llavor                | Verda i Groga          | Groga                    |
| Textura de la tavella dels pèsols | Inflada i Constreta    | Inflada                  |
| Color de la tavella dels pèsols   | Verda i Groga          | Verda                    |

L'any 1947, l'especialista en estadística R.A. Fisher va fer servir el test de khi quadrat (Prova de khi-quadrat de Pearson) per analitzar les dades obtngudes per Mendel i va arribar a la conclusió que els resultats de Mendel amb les relacions de la predicció estaven lluny de ser perfectes, cosa que indicava que s'havien fet ajustament (intencinadament o inconscientment) sobre aquestes dades per tal de fer-les coincidir amb les hipòtesis. Altres especialistes discrepen de l'anàlisi de Fisher. També és possible que els resultats obtinguts per Mmendel siguin "massa bons" només perquè ell informava del millor subconjunt de les seves dades; Mendel menciona en el seu informe que les dades eren d'un subconjunt dels seus experiments.